# Echinophora carvifolia
Echinophora carvifolia là một loài thực vật có hoa trong họ Hoa tán. Loài này được Boiss. & Balansa mô tả khoa học đầu tiên năm 1856.